# Iveco MyWay
Iveco MyWay (известный также как Irisbus MyWay) — междугородний автобус, выпускаемый компаниями Iveco и Irisbus в период с 1999 по 2006 год. Являлся заменой модели Iveco EuroRider.

## Описание
Длина Iveco MyWay составляет 12 метров. Обычно, он комплектовался двигателем FIAT AIFO мощностью 350 л. с. (260 кВт). Начиная с 2002 года, автобус оснащался новым двигателем Cursor мощностью 310 или 352 л. с. (231 или 262 кВт). Количество мест зависит от типа средней двери: одностворчатая или двустворчатая.

## Вытеснение
В 2007 году на смену Iveco MyWay пришли Irisbus Arway и Irisbus Crossway.